# Kranzberg
Kranzberg är en kommun och ort i Landkreis Freising i Regierungsbezirk Oberbayern i förbundslandet Bayern i Tyskland.